# Flickan i köket
Flickan i köket (danska: Pigen i køkkenet) är en oljemålning från 1883–1886 av den danska Skagenmålaren Anna Ancher. Den är utställd på Den Hirschsprungske Samling i Köpenhamn sedan 1904. 